# Francesco Facchini
Francesco Angelo Facchini (Forno di Fiemme, Trento, 24 de outubro de 1788 - San Giovanni di Fassa, Trento, 6 de outubro de 1852) foi um médico e botânico italiano.